# Marko Simić
Marko Simić (kyrillisch Марко Симић; * 16. Juni 1987 in Obrenovac) ist ein montenegrinischer Fußballspieler.

## Karriere
Simić begann mit dem Vereinsfußball in der Jugend vom FK Partizan Belgrad und wechselte 2006 von hier aus als Profispieler zum bulgarischen Verein Spartak Warna. Nachdem er die Hinrunde der Spielzeit 2006/07 bei Warna ohne Einsatz geblieben war, wurde er für die Rückrunde an den FK Tschernomorez Bjala ausgeliehen. Die nachfolgenden Jahre spielte er in diversen Ländern des ehemaligen Ostblocks.
Zum Sommer 2011 wechselte er zum belarussischen Verein BATE Baryssau. Nach eineinhalb Spielzeiten verließ er Baryssau und wechselte in die türkische Süper Lig zu Kayserispor.
Zur Saison 2016/17 wechselte er zu Hapoel Tel Aviv. Im März 2017 wurde Simić vom russischen Verein FK Rostow aus der Premjer-Liga verpflichtet. Diesen verließ er schon nach wenigen Monaten wieder und heuerte bei Paxtakor Taschkent in Usbekistan an.